# Город в долине (фильм, 1946)
«Город в долине» (хинди नीचा नगर, Neecha Nagar) — индийский художественный фильм режиссёра Четана Ананда, вышедший в прокат в 1946 году. Дебют Рави Шанкара как кинокомпозитора.
Сценарий фильма основан на рассказе индийского писателя Хаятуллы Ансари, которого в свою очередь вдохновила драма Максима Горького «На дне». В фильме показана пропасть между богатыми и бедными в обществе.

## Сюжет
Сюжет фильма в аллегорической форме показывает конфликт между имущими и неимущими.
Мир, изображенный в этом фильме, разделен на верхний город и нижний город, населённые очень богатыми и бедными, соответственно. Источником конфликта между этими группами становится поток нечистот, который богатый промышленник Саркар отводит протекать через бедный участок города, чтобы новые дома могли быть построены в очищенной верхней части. Его дочь Майя не одобряет это решение. Она рассказывает об этом своему бедному сокурснику Балраджу, который выступает против, но переговоры с Саркаром проваливаются. Грязная вода приводит к эпидемии, и многие люди умирают, в том числе сестра Балраджа, Рупа. Люди собираются вместе и идут к дому Саркара, требуя справедливости. Загнанный в угол и столкнувшийся с перспективой огромных долгов и потери инвестиций, а также угрозой его жизни, Саркар умирает от сердечного приступа.

## В ролях
- Рафик Анвар — Балрадж, бедный студент
- Ума Ананд — Майя, дочь Саркара
- Камини Каушал — Рупа, сестра Балраджа
- Рафи Пир — Саркар, промышленник
- Зохра Сехгал — Бхаби

## Критика
Сумита Чакравати назвала фильм «скорее экспрессионистким, чем реалистичным», добавив что образ поющих и счастливых бедняков, в сравнении с затенёнными интерьерами, связанными с богатой жизнью, создает романтическое изображение бедности.
The Hindu отметил, что если на содержание фильма оказала влияние русская литература, кинематографические искусство и техника имеют на себе печать социально-сознательных голливудских фильммейкеров, таких как Фрэнк Капра, Кинг Видор и Джон Хьюстон. Камера в фильме — креативна и использует высокие и низкие углы, чтобы создать заявление социального реализма. Это было что-то новое в кино на хинди.

## Признание и награды
- 1946 — Каннский кинофестиваль, «Гран-при» вместе с десятью другими фильмами[3][6]